# Женская сборная Новой Зеландии по баскетболу 3×3
Женская сборная Новой Зеландии по баскетболу 3×3 представляет Новую Зеландию на международных соревнованиях по баскетболу 3×3. Управляющим органом является Федерация баскетбола Новой Зеландии (англ. Basketball New Zealand).
По состоянию на 26 августа 2024, женская сборная Новой Зеландии по баскетболу 3×3 занимает 26-е место в мировом рейтинге ФИБА женских сборных по баскетболу 3×3.

## Результаты выступлений
| Турнир                           | Золото | Серебро | Бронза | Всего |
| -------------------------------- | ------ | ------- | ------ | ----- |
| Чемпионат мира по баскетболу 3×3 | —      | —       | —      | —     |
| Чемпионат Азии                   | 1      | 2       | 0      | 3     |
| Игры Содружества                 | —      | —       | —      | —     |
| Итого                            | 1      | 2       | 0      | 3     |

### Чемпионат мира по баскетболу 3x3
| Год            | Место          | Игры           | Победы         | Поражения      | Состав команды                                                    |
| -------------- | -------------- | -------------- | -------------- | -------------- | ----------------------------------------------------------------- |
| 2012—2014      | не участвовали | не участвовали | не участвовали | не участвовали | не участвовали                                                    |
| Гуанчжоу 2016  | 12             | 4              | 3              | 1              | Georgia Agnew, Deena Franklin, Breana Jones, Krystal Leger-Walker |
| 2017—2018      | не участвовали | не участвовали | не участвовали | не участвовали | не участвовали                                                    |
| Амстердам 2019 | 10             | 4              | 2              | 2              | Микаэла Кокс, Antonia Edmondson, Шеванна Палваст, Калани Перселл  |
| Антверпен 2022 | 15             | 4              | 1              | 3              | Tiarna Clarke, Gabriella Fotu, Джиллиан Хармон, Калани Перселл    |
| 2023           | не участвовали | не участвовали | не участвовали | не участвовали | не участвовали                                                    |

### Чемпионат Азии по баскетболу 3x3
| Год             | Место          | Игры           | Победы         | Поражения      | Состав команды                                                                |
| --------------- | -------------- | -------------- | -------------- | -------------- | ----------------------------------------------------------------------------- |
| 2013            | не участвовали | не участвовали | не участвовали | не участвовали | не участвовали                                                                |
| Улан-Батор 2017 | 6              | 3              | 2              | 1              | Jess Bygate, Deena Franklin, Natasha Lenden, Stirling Walker-Pitman           |
| Шэньчжэнь 2018  | 1              | 5              | 5              | 0              | Микаэла Кокс, Antonia Edmondson, Шеванна Палваст, Калани Перселл              |
| Чанша 2019      | 7              | 3              | 1              | 2              | Stella Rose Beck, Antonia Edmondson, Tanaka Gapare, Nicole Ruske              |
| Сингапур 2022   | 10             | 2              | 0              | 2              | Tayla Mary Dalton, Gabriella Fotu, Mary Teresa Goulding, Джиллиан Хармон      |
| Сингапур 2023   | 2              | 5              | 4              | 1              | Lauryn Hippolite, Krystal Leger-Walker, Esra McGoldrick, Sharne Pupuke-Robati |
| Сингапур 2024   | 2              | 5              | 3              | 2              | Gabriella Fotu, Lauryn Hippolite, Esra McGoldrick, Sharne Pupuke-Robati       |

### Игры Содружества
| Год            | Место | Игры | Победы | Поражения | Состав команды                                                 |
| -------------- | ----- | ---- | ------ | --------- | -------------------------------------------------------------- |
| Бирмингем 2022 | 4     | 5    | 4      | 1         | Tiarna Clarke, Gabriella Fotu, Джиллиан Хармон, Калани Перселл |